# Гол за победа
„Гол за победа“ (на английски: Next Goal Wins) е американска спортна трагикомедия от 2023 г. на режисьора Тайка Уайтити, който е съсценарист с Иън Морис. Той е базиран на едноименния документален филм от 2014 г. на Майк Брет и Стийв Джеймисън за усилията на датско-американския треньор Томас Ронген, който води национален американски-самоански отбор по футбол. Във филма участват Майкъл Фасбендър в ролята на Ронген, заедно с Оскар Найтли, Каймана, Дейвид Фейн, Рейчъл Хаус, Беула Коул, Уил Арнет и Елизабет Мос.
Гала премиерата на филма се състои в международния фестивал във Торонто на 10 септември 2023 г., и излиза по кината в Съединените щати на 17 ноември 2023 г. от „Сърчлайт Пикчърс“.

## Актьорски състав
- Майкъл Фасбендър – Томас Ронген
- Оскар Найтли – Тавита[7]
- Каймана – Джая Саелуа
- Дейвид Фейн – Ейс
- Рейчъл Хаус – Рут
- Беула Коул – Дару Таумуа[7]
- Уил Арнет – Алекс Мангусен
- Елизабет Мос – Гейл
- Ули Латукефу – Ники Салапу
- Крис Алосио – Джона[7]
- Лехи Макиси Фалепапаланги – Писа
- Сему Филипо – Рамбо
- Йоане Гудхю – Смайли[7]
- Рис Дарби – Рис Мартин
- Ангъс Сампсън – Ангъс Бендълтън[7]
- Люк Хемсуърт – Кийт
- Кейтлин Девър – Никол
- Хио Пелесаса – Самсон
- Дейвид Ту'итупоу – Високият Дейвид
- Леви Туиала – Вожд Сила
- Лорета Ейбълс Сеър – Майката на Рамбо
- Франки Адамс – Франджипани
- Тайка Уайтити – Американски-самоански свещеник[7]

## В България
В България филмът излиза по кината на 29 декември 2023 г. от „Форум Филм България“.